# Аитов, Нариман Абдрахманович
Нарима́н Абдрахма́нович Аи́тов (28 декабря 1925, Казань, Татарская АССР, СССР — 17 августа 1999, Алма-Ата, Казахстан) — советский и казахстанский социолог и философ. Доктор философских наук, профессор. Заслуженный деятель науки Башкирской АССР, Заслуженный деятель науки РСФСР, почётный академик АН РБ.

## Биография
В 1943—1950 годах служил в рядах Военно-морского флота СССР
В 1951—1955 годах учился на филологическом факультете Казанского государственного университета.
С 1955 по 1958 год находился на комсомольской, журналистской и партийной работе в Татарстане. В 1958—1961 годах учился в аспирантуре кафедры философии Академии общественных наук при ЦК КПСС, защитил кандидатскую диссертацию «Стирание различий между рабочим классом и крестьянством в период развёрнутого строительства коммунизма».
До 1964 года преподавал на кафедре философии Казанского университета
В 1964—1988 годах — профессор и заведующий кафедрой научного коммунизма Уфимского ордена Ленина авиационного института имени Серго Орджоникидзе. В 1960-е годы создал в Уфе крупную социологическую лабораторию.
В 1967 году защитил диссертацию «Социальная структура социалистического общества и стирание социальных граней в процессе строительства коммунизма» на соискание учёной степени доктора философских наук. В 1970 году присвоено учёное звание профессора.
В 1988—1999 годах — профессор и заведующий кафедрой Казахского национального университета имени Аль-Фараби.
Автор более 300 научных работ.

## Память
В 2000 году Академией наук Республики Башкортостан учреждена премия им. Н. А. Аитова (присуждается за выдающиеся работы в области социальных наук).
В начале октября 2011 года на основании распоряжения правительства республики Башкортостан (от 21 сентября 2011 г.) в здании 8-го корпуса Уфимского государственного авиационного технического университета была установлена мемориальная доска, посвящённая Н. А. Аитову.

## Награды
- Заслуженный деятель науки РСФСР (1988)
- Заслуженный деятель науки Башкирской АССР (1975)
- Почётный академик АН Республики Башкортостан (1995)

## Научные труды

### Монографии
- Аитов Н. А. Технический прогресс и движение рабочих кадров. — М.: Экономика, 1972. — 112 с.
- Аитов Н. А. Научно-техническая революция и социальное планирование. — М.: Профиздат, 1978. — 152 с.
- Аитов Н. А. Социальное развитие городов; сущность и перспективы. — М.: Знание, 1979. — 64 с.
- Аитов Н. А. Советский рабочий. — М.: Политиздат, 1981. — 158 с.
- Аитов Н. А., Говако Б. И., Игебаева Ф. А. Город. Население. Трудовые ресурсы. — Уфа: Башкирское книжное издательство, 1982. — 144 с.
- Аитов Н. А. Проблемы социально-классовой структуры советского общества. — Саратов: Изд-во Саратовского ун-та, 1982. — 136 с.
- Аитов Н. А., Камаев Р. Б. Новый промышленный центр и село. — М.: Экономика, 1983. — 104 с.
- Аитов Н. А., Александров Г. Н., Мавлютов Р. Р. Высшее техническое образование в условиях НТР. — М.: Высшая школа, 1983. — 256 с.
- Аитов Н. А. Социальное развитие регионов. — М.: Мысль, 1985. — 220 с.
- Аитов Н. А. Социальные проблемы ускорения научно-технического прогресса в СССР. — М.: Советская Россия, 1987. — 174 с.
- Аитов Н. А., Филиппов Ф. Р. Управление развитием социальной структуры советского общества. — М.: Наука, 1988. — 169 с.
- § 2 гл. 1, § 2 гл. 6. // Советский город: социальная структура / Н. А. Аитов, В. Г. Мордкович, М. Х. Титма и др.; Редкол.: Н. А. Аитов и др.. — М.: Мысль, 1988. — 286 с.
- Аитов Н. А. Социальная структура населения стран СНГ. — Уфа: изд. БГУ, 1995. — 183 с.

### Статьи
- Аитов Н. А. Социальное развитие городов // Научные доклады высшей школы. Научный коммунизм. — 1977. — № 3. — С. 35—40.
- Аитов Н. А., Камаев Р. Б. О методологии изучения социальных различий города и деревни // Социологические исследования. — 1983. — № 2. — С. 136—140.
- Аитов Н. А. К вопросу о научном управлении развитием социально-классовой структуры социалистического общества // Научные доклады высшей школы. Научный коммунизм. — 1983. — № 3. — С. 53—60.
- Аитов Н. А. История с историей социологии // Социологические исследования. — 1997. — № 3. — С. 139—142.
- Аитов Н. А. Можно ли управлять социальными процессами? // Социологические исследования. — 1998. — № 3. — С. 24—30.
- Аитов Н. А. Размышления дилетанта о том, где взять денег на зарплату // Социологические исследования. — 1998. — № 1. — С. 91—100.
- Аитов Н. А. Штрихи истории // Социологические исследования. — 1997. — № 8. — С. 107—108.
- Аитов Н. А. О субъективизме и субъективности // Социологические исследования. — 1999. — № 9. — С. 110—113.